# Représentations diplomatiques de l'Arménie

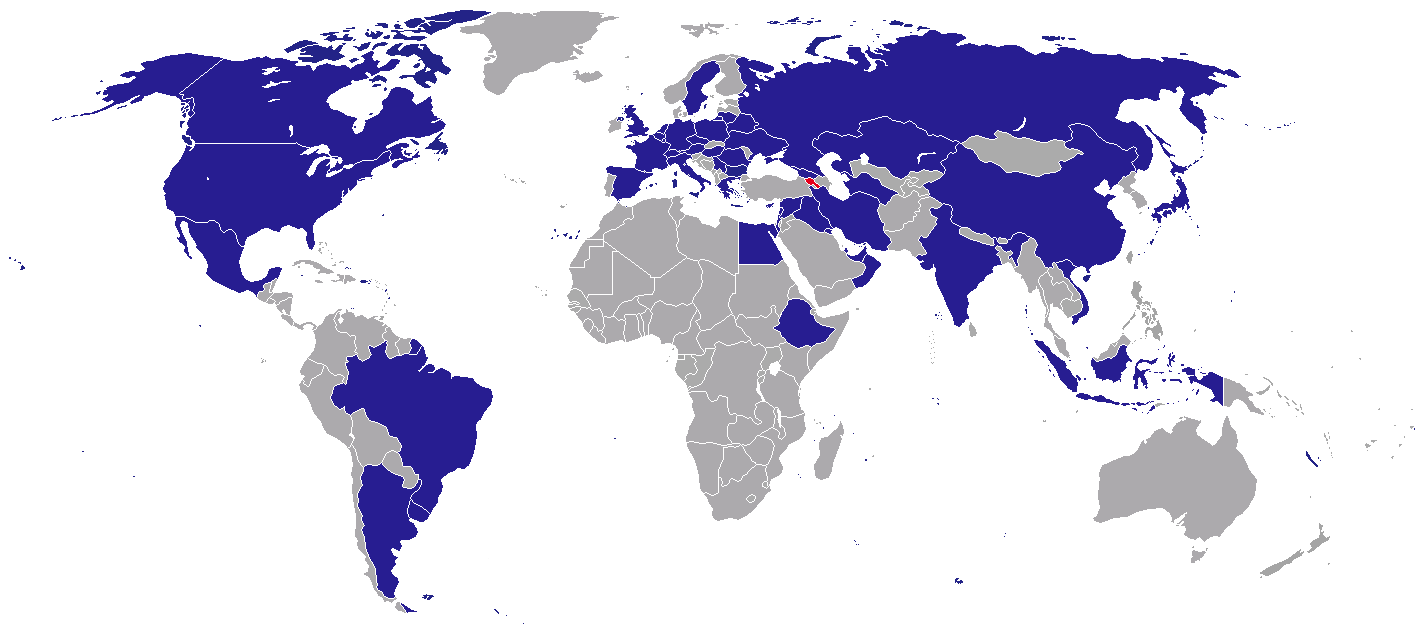
Carte des représentations diplomatiques arméniennes.

Les représentations diplomatiques de l'Arménie s'étendent sur différents continents. Elles regroupent les représentations auprès d'autres États et auprès de certaines organisations internationales.

## Afrique
- Égypte
  - Le Caire (ambassade)
- Éthiopie
  - Addis-Abeba (ambassade)

## Amérique
- Argentine
  - Buenos Aires (ambassade)
- Brésil
  - Brasilia (ambassade)
- Canada
  - Ottawa (ambassade)
- États-Unis
  - Washington (ambassade)
  - Los Angeles (consulat général)
- Mexique
  - Mexico (ambassade)
- Uruguay
  - Montevideo (ambassade)

## Asie
- Chine
  - Pékin (ambassade)
- Émirats arabes unis
  - Abou Dabi (ambassade)
  - Dubaï (consulat général)
- Géorgie
  - Tbilissi (ambassade)
  - Batoumi (consulat)
- Inde
  - New Delhi (ambassade)
- Irak
  - Bagdad (ambassade)
  - Erbil (consulat général)
- Iran
  - Téhéran (ambassade)
- Japon
  - Tokyo (ambassade)
- Kazakhstan
  - Astana (ambassade)
- Koweït
  - Koweït (ambassade)
- Liban
  - Beyrouth (ambassade)
- Oman
  - Mascate (ambassade)
- Syrie
  - Damas (ambassade)
  - Alep (consulat général)
- Turkménistan
  - Achgabat (ambassade)

## Europe
- Allemagne
  - Berlin (ambassade)
- Autriche
  - Vienne (ambassade)
- Biélorussie
  - Minsk (ambassade)
- Belgique
  - Bruxelles (ambassade)
- Bulgarie
  - Sofia (ambassade)
- Chypre
  - Nicosie (ambassade)
- Danemark
  - Copenhague (ambassade)
- Espagne
  - Madrid (ambassade)
- France
  - Paris (ambassade)
  - Lyon (consulat général)
  - Marseille (consulat général)
- Grèce
  - Athènes (ambassade)
- Hongrie
  - Budapest (ambassade)
- Italie
  - Rome (ambassade)
- Lituanie
  - Vilnius (ambassade)
- Luxembourg
  - Luxembourg (bureau de l'ambassade)
- Pays-Bas
  - La Haye (consulat)
- Pologne
  - Varsovie (ambassade)
- République tchèque
  - Prague (ambassade)
- Roumanie
  - Bucarest (ambassade)
- Royaume-Uni
  - Londres (ambassade)
- Russie
  - Moscou (ambassade)
  - Rostov-sur-le-Don (consulat général)
  - Saint-Pétersbourg (consulat général)
  - Sotchi (bureau consulaire)
- Serbie
  - Belgrade (Bureau de l'ambassade)
- Suisse
  - Genève (ambassade)
- Ukraine
  - Kiev (ambassade)
  - Odessa (consulat général)

## Organisations internationales
- Bruxelles (représentation auprès de l'Union européenne et de l'OTAN)
- Genève (représentation permanente auprès de l'ONU et d'autres organisations internationales)
- Istanbul (représentation permanente auprès de l'Organisation de coopération économique de la mer Noire)
- Minsk (représentation permanente auprès de la CEI)
- New York (représentation permanente auprès de l'ONU)
- Rome (représentation permanente auprès de la FAO)
- Strasbourg (représentation permanente auprès du Conseil de l'Europe)
- Vienne (représentation permanente auprès de l'OSCE)

## Galerie

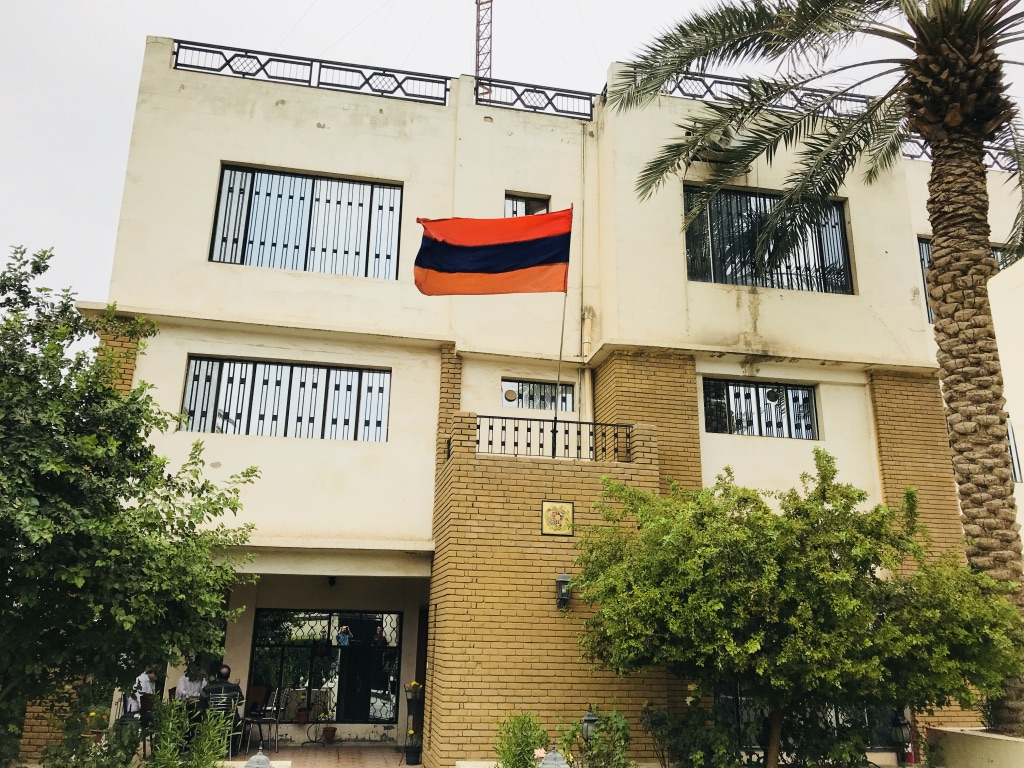
Ambassade à Bagdad.
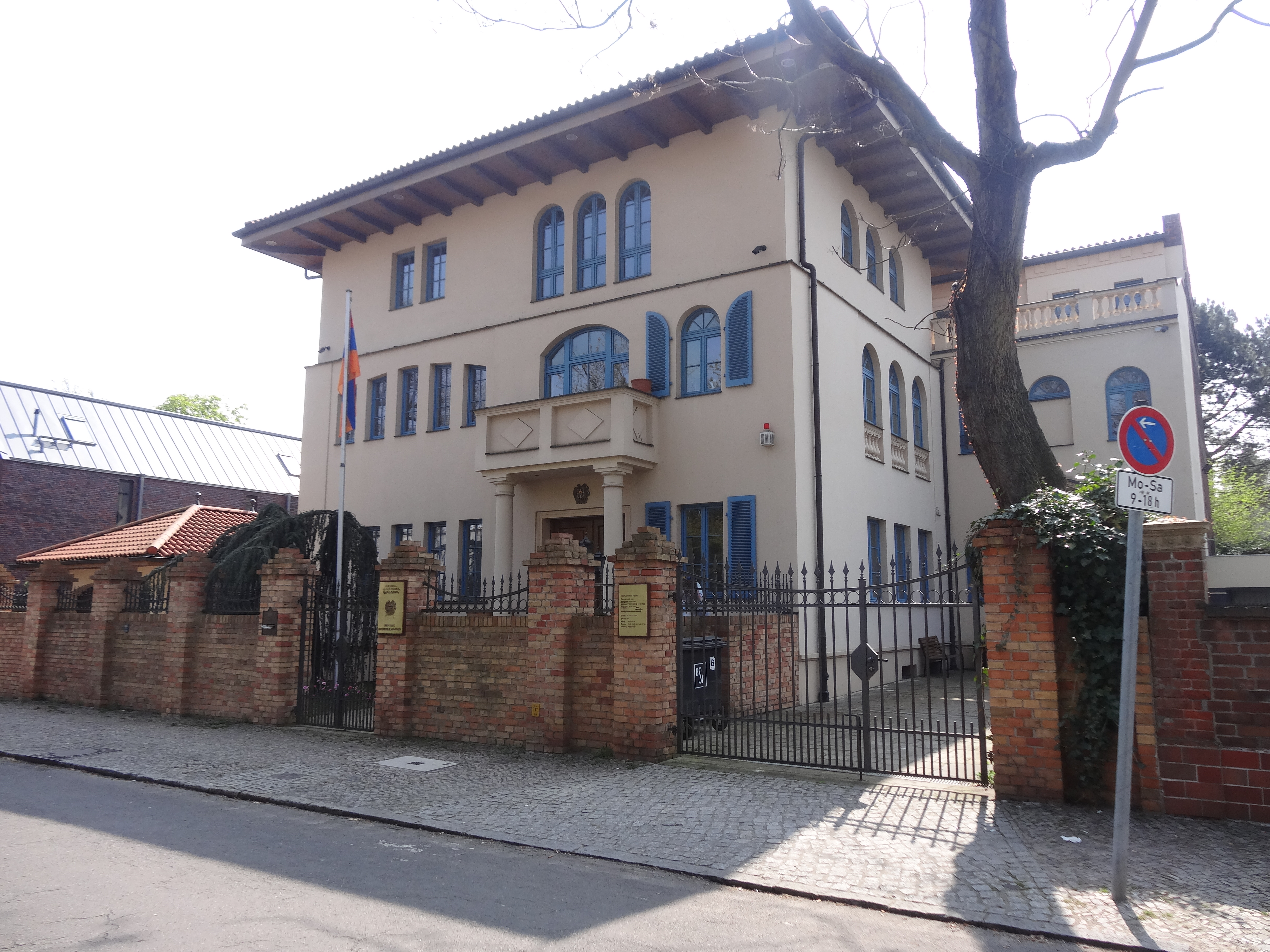
Ambassade à Berlin.
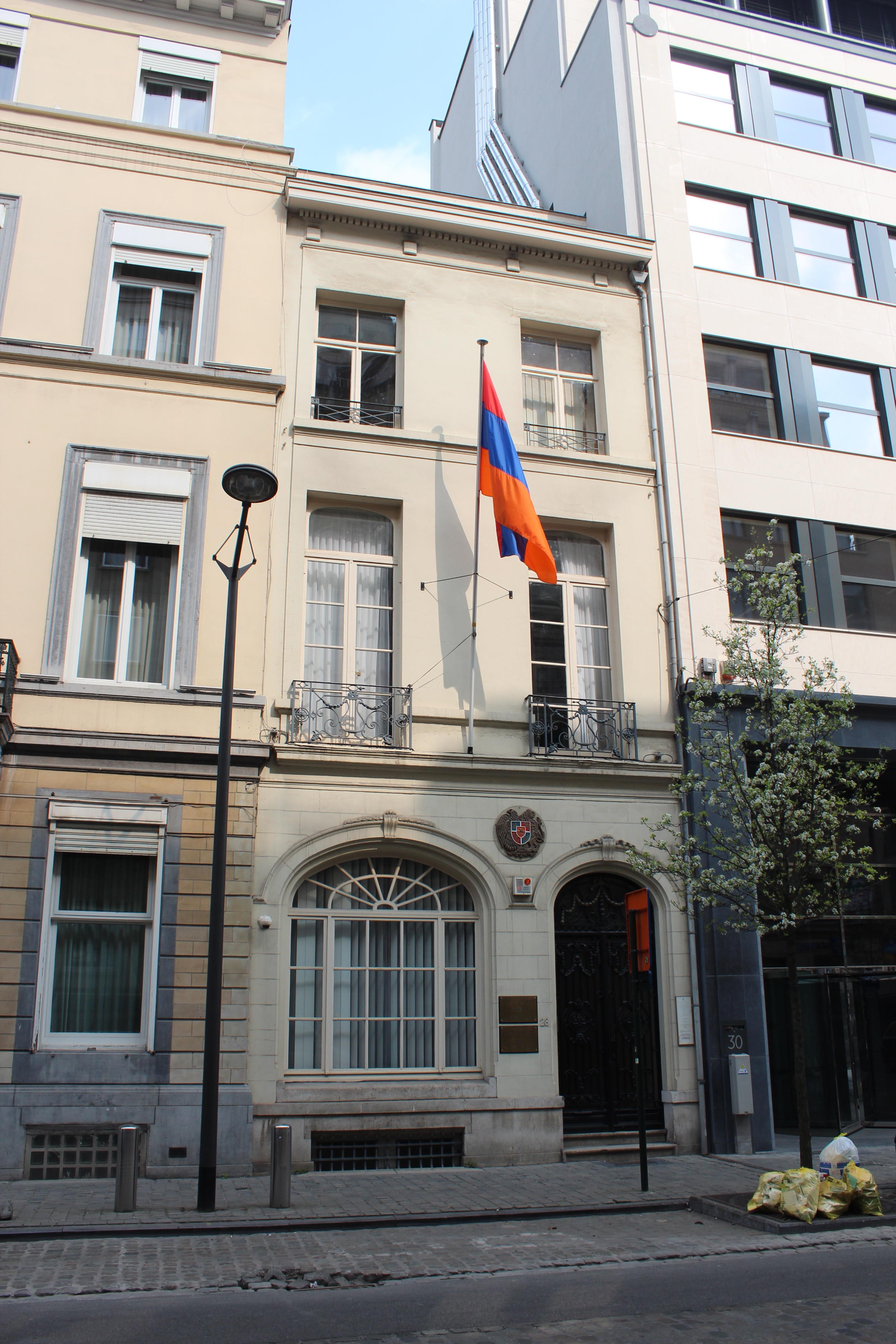
Ambassade à Bruxelles.
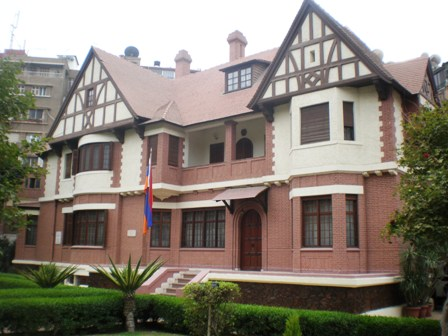
Ambassade à Le Caire.
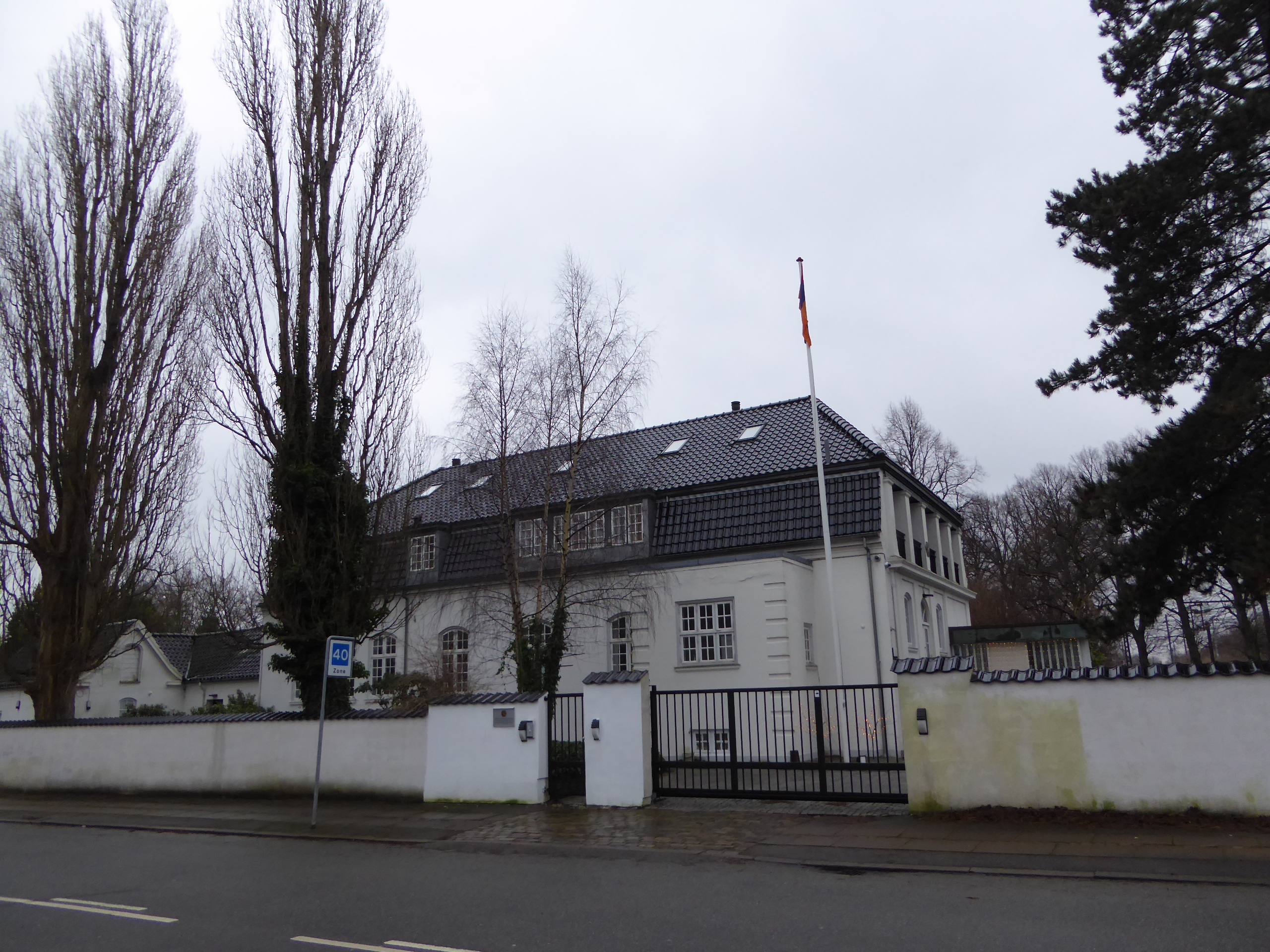
Ambassade à Copenhague.
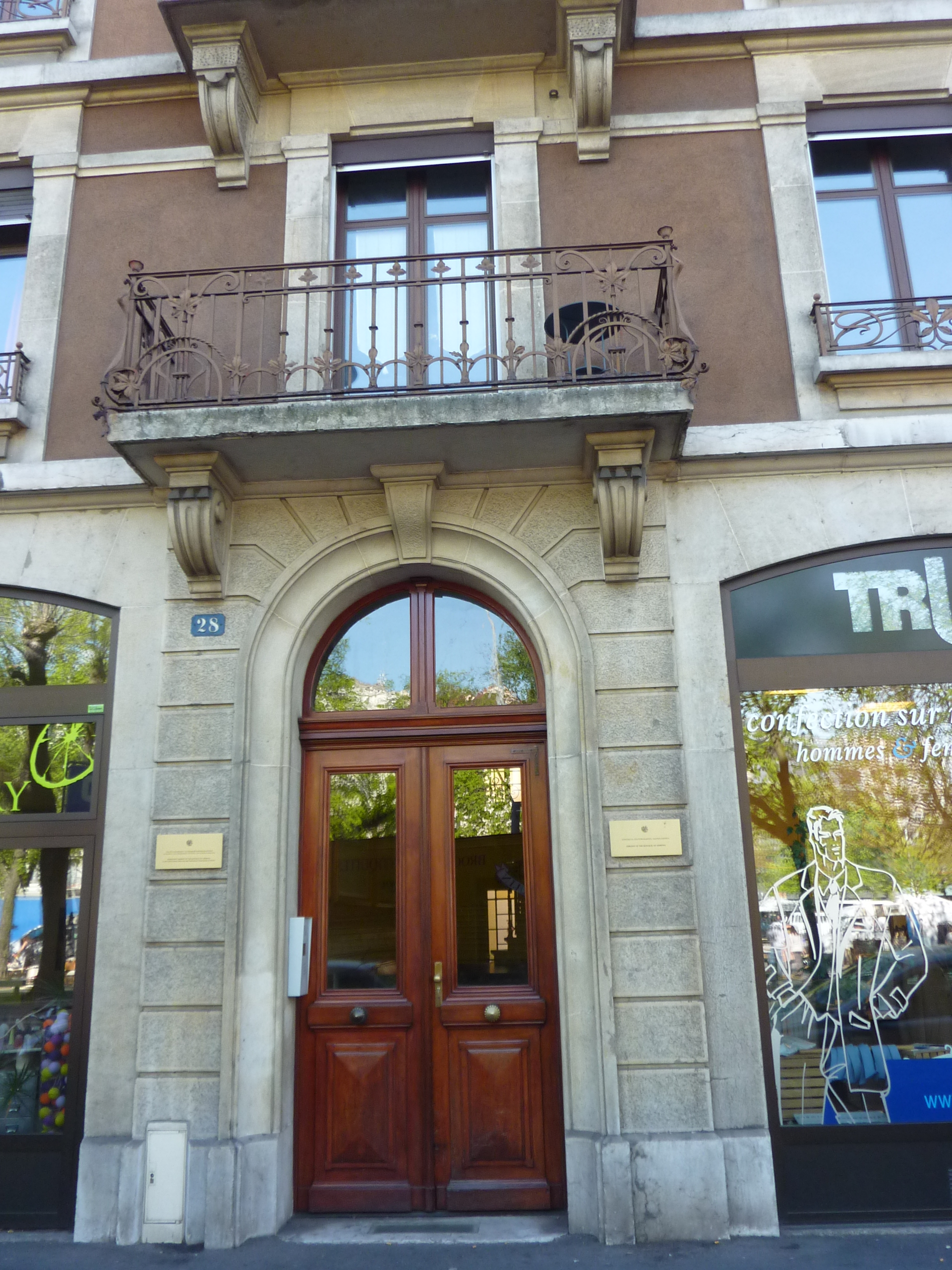
Représentation permanente auprès de l'ONU à Genève.
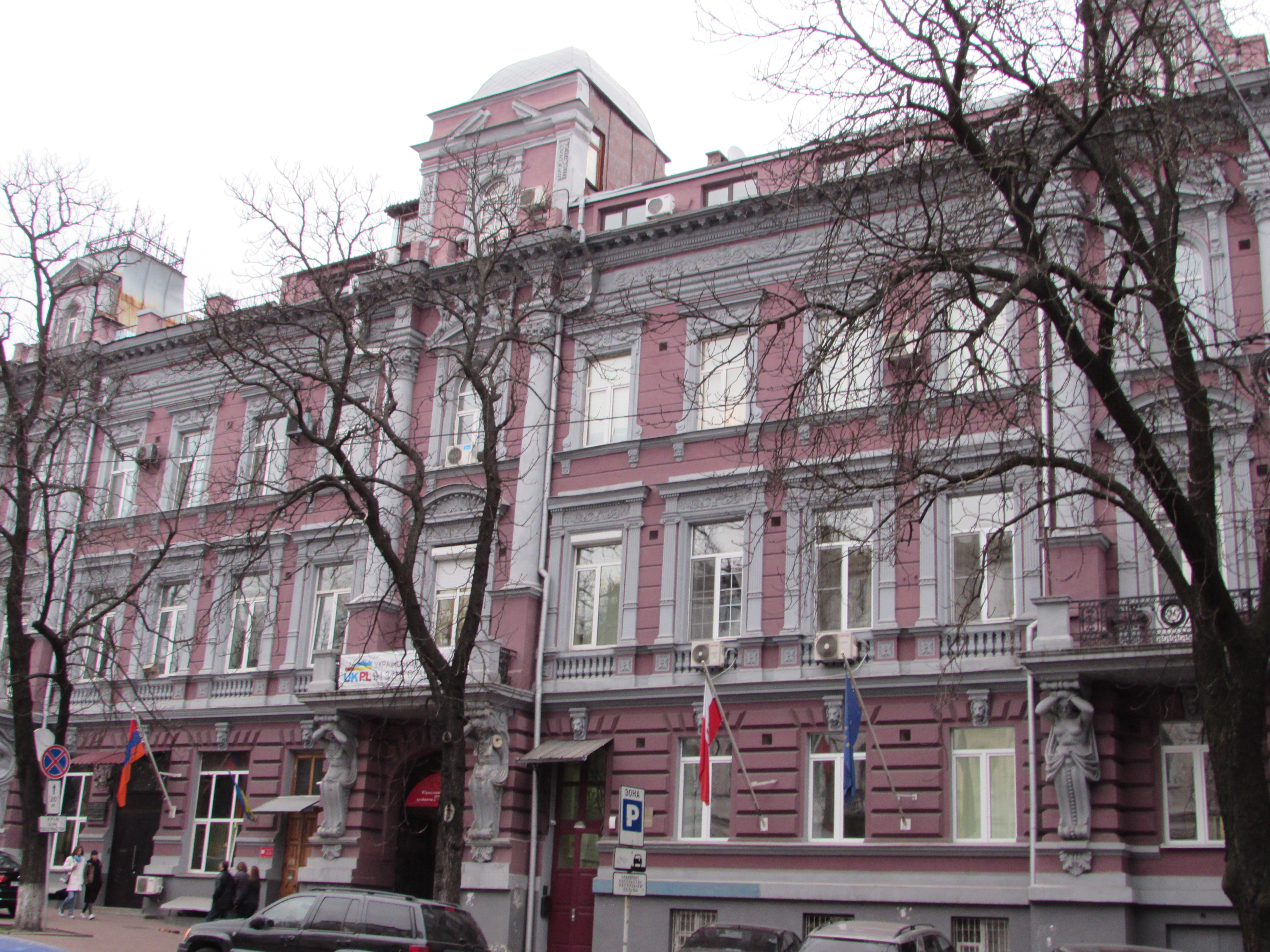
Ambassade à Kiev.
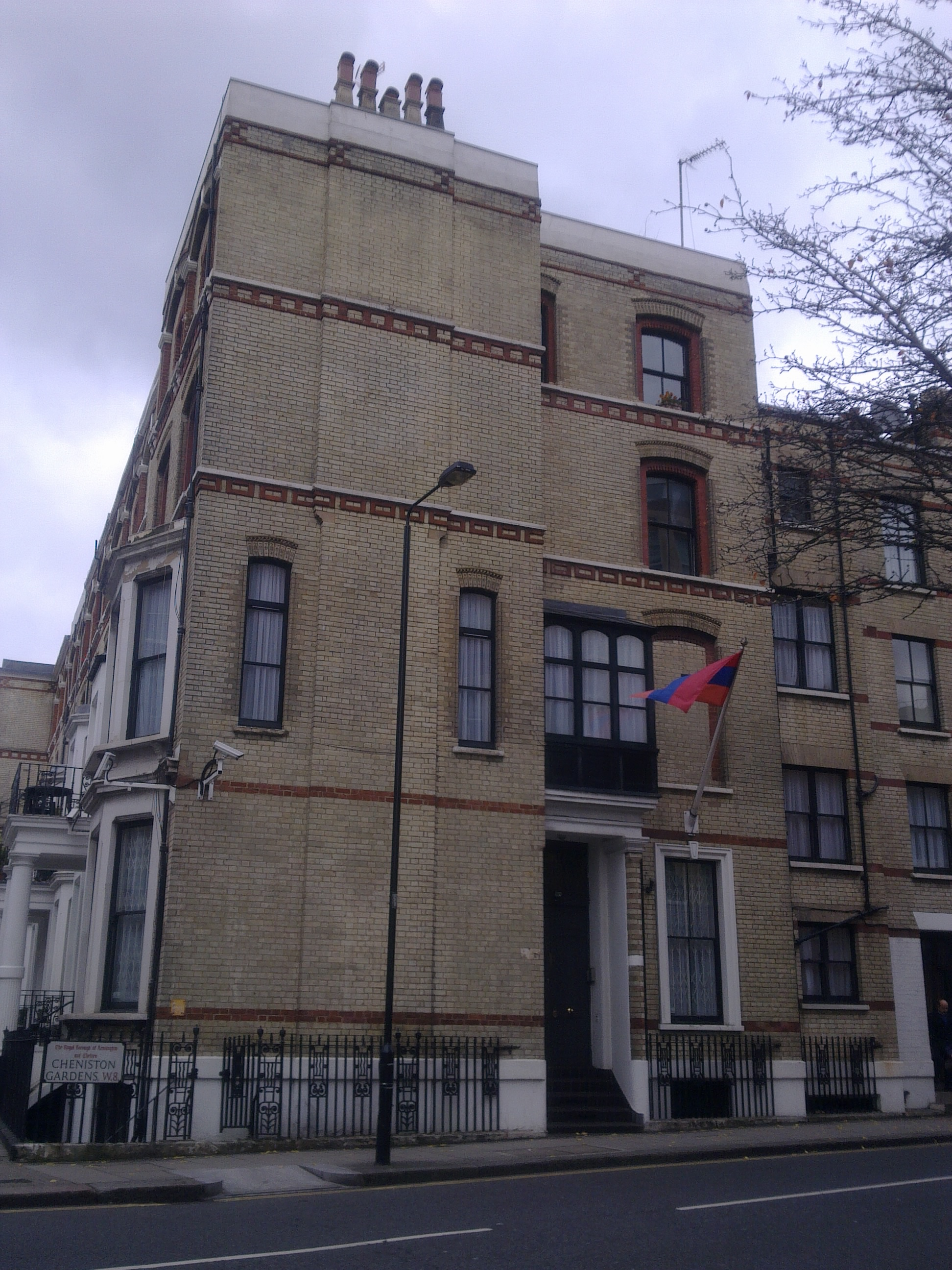
Ambassade à Londres.
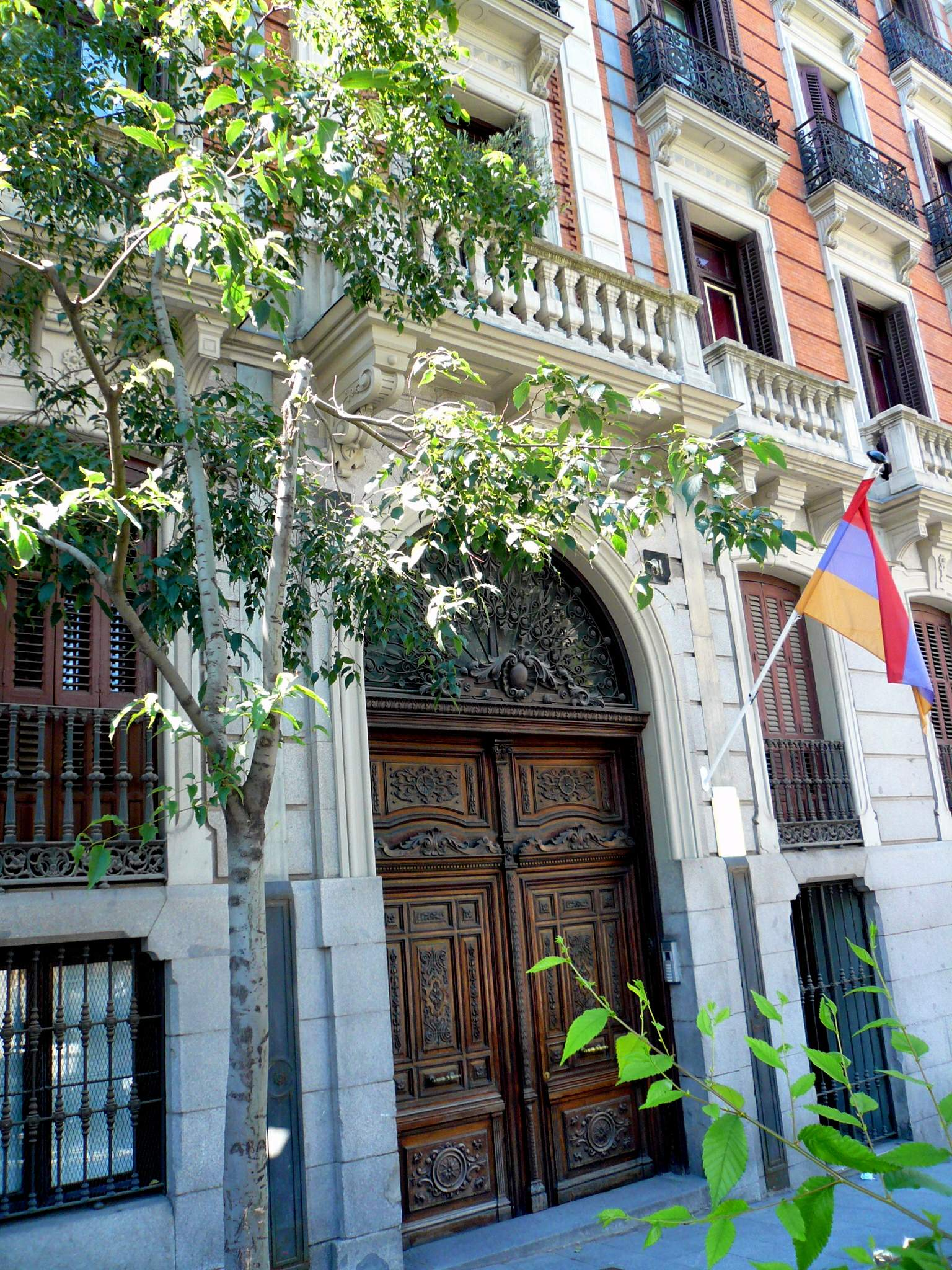
Ambassade à Madrid.
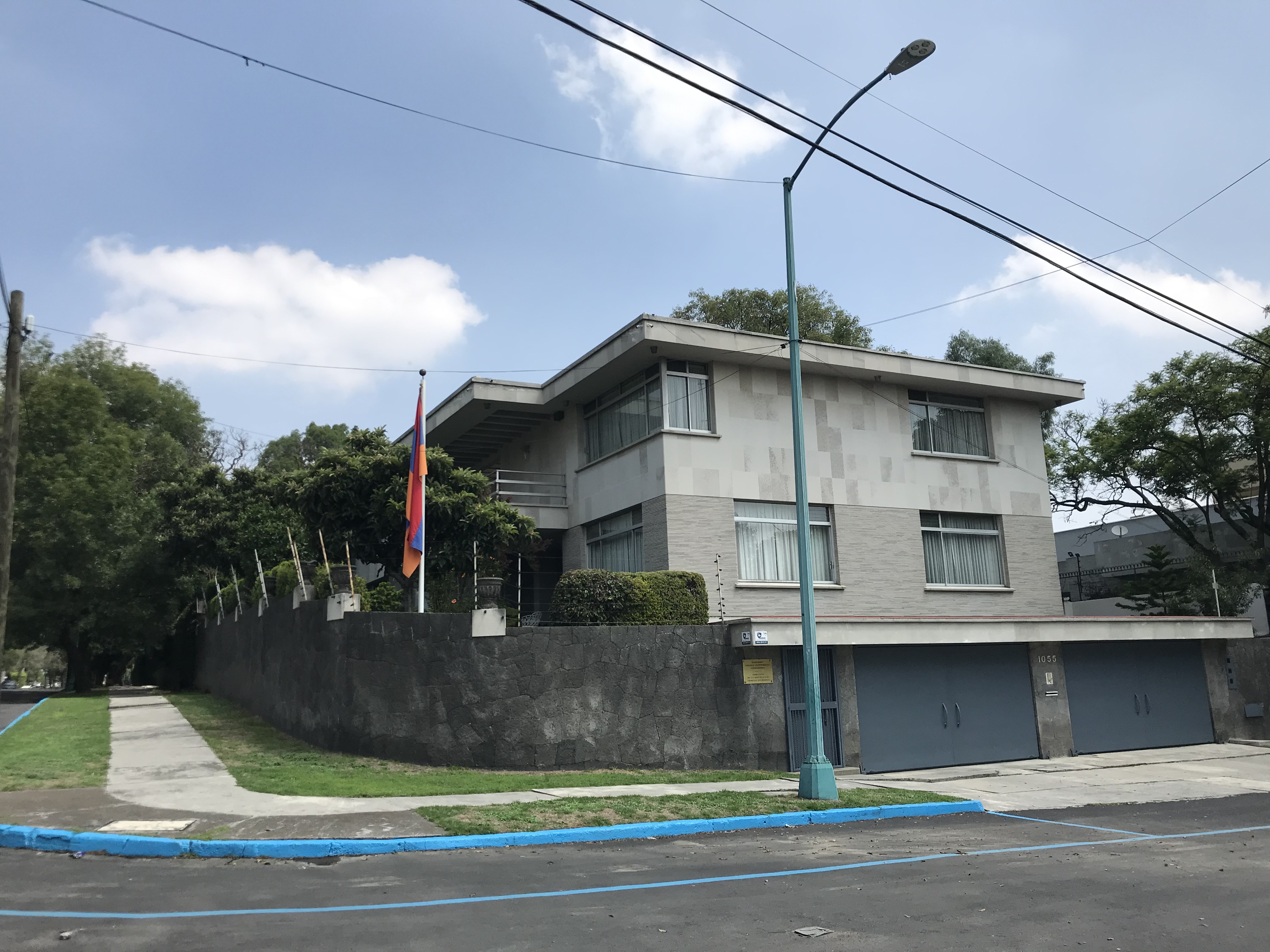
Ambassade à Mexico.
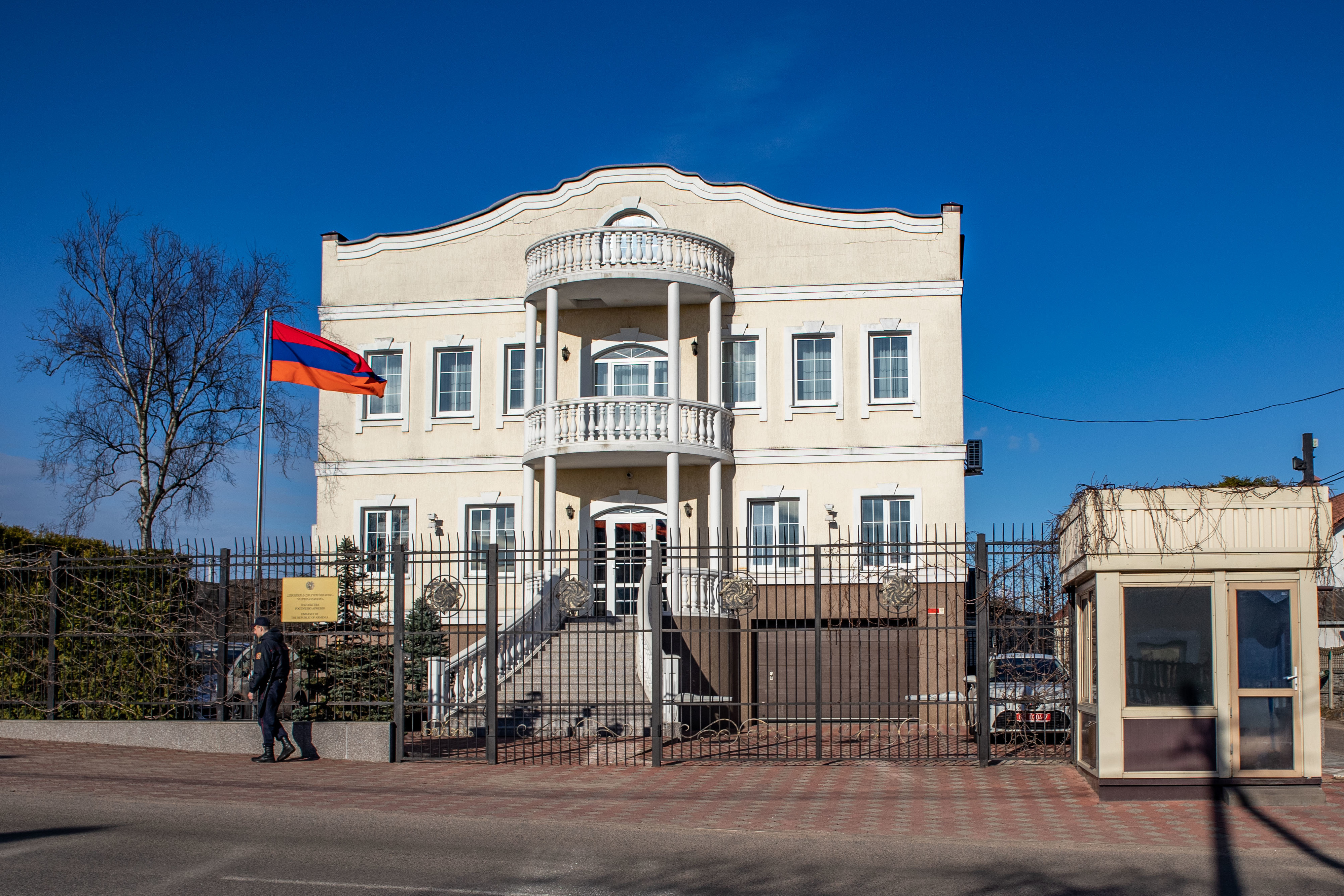
Ambassade à Minsk.
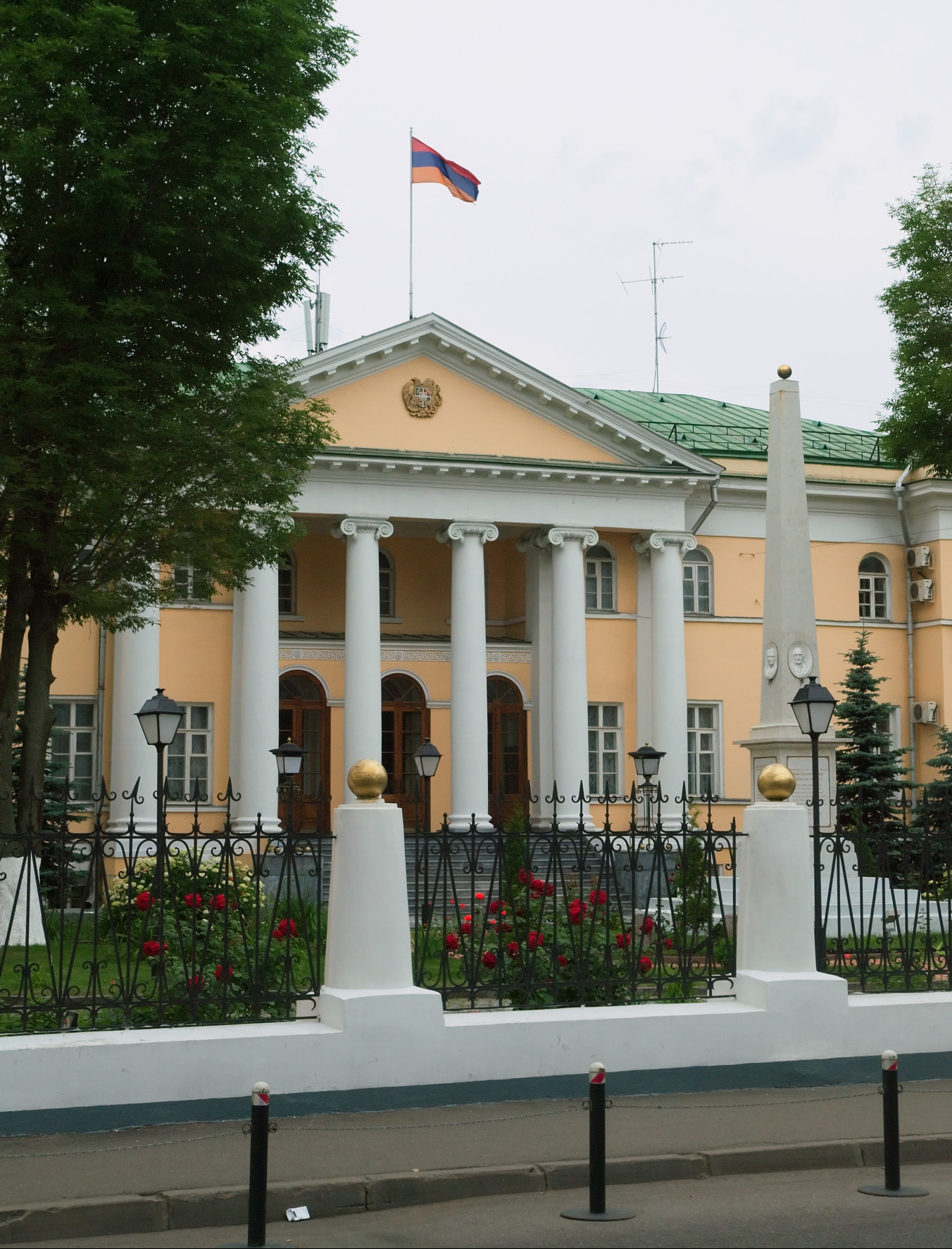
Ambassade à Moscou.
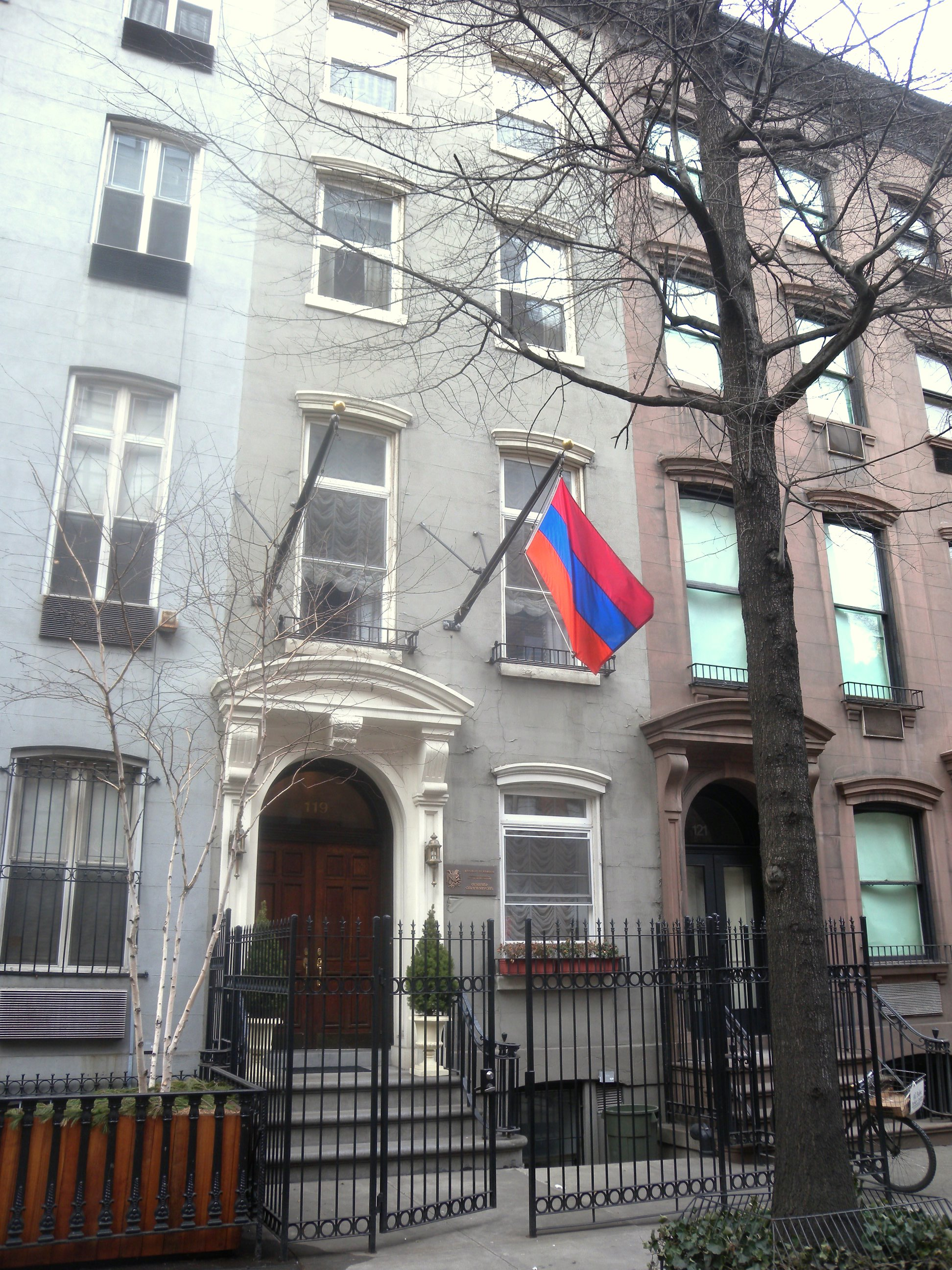
Représentation permanente auprès de l'ONU à New York.
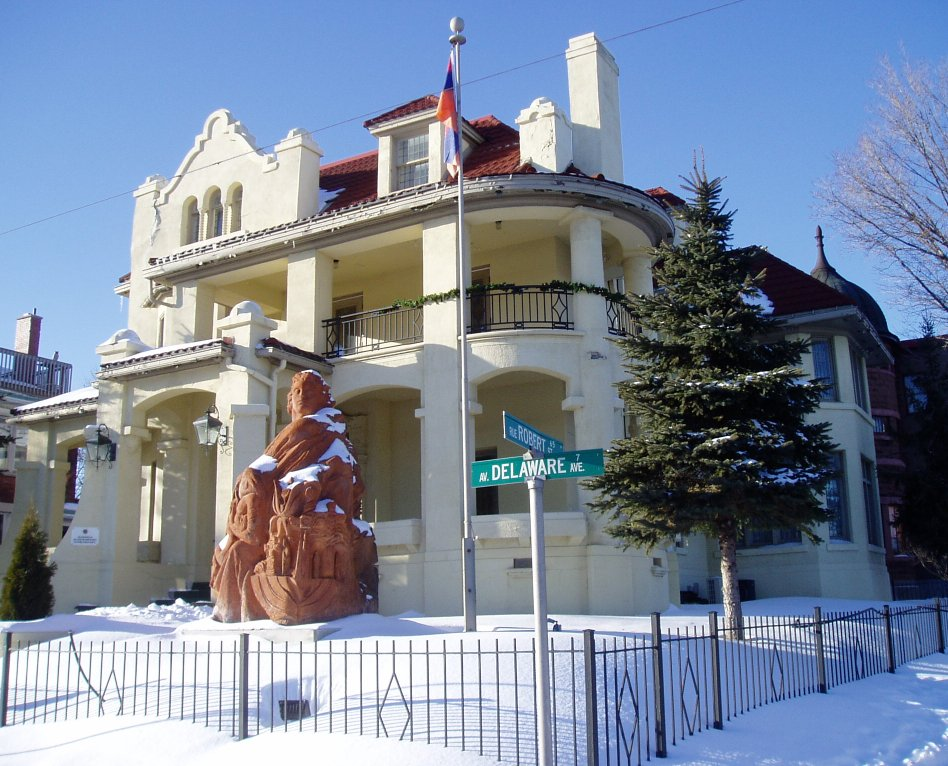
Ambassade à Ottawa.
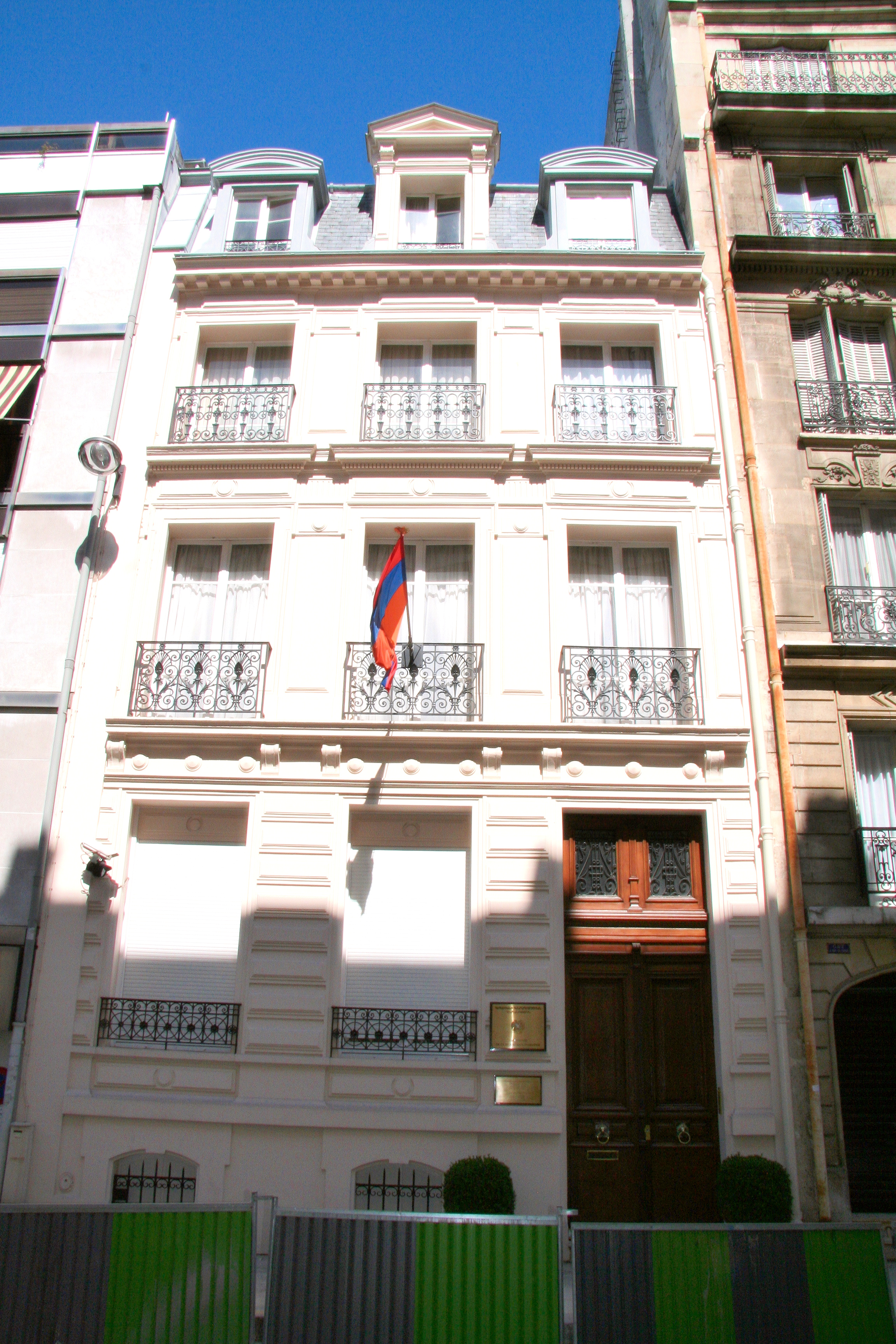
Ambassade à Paris.
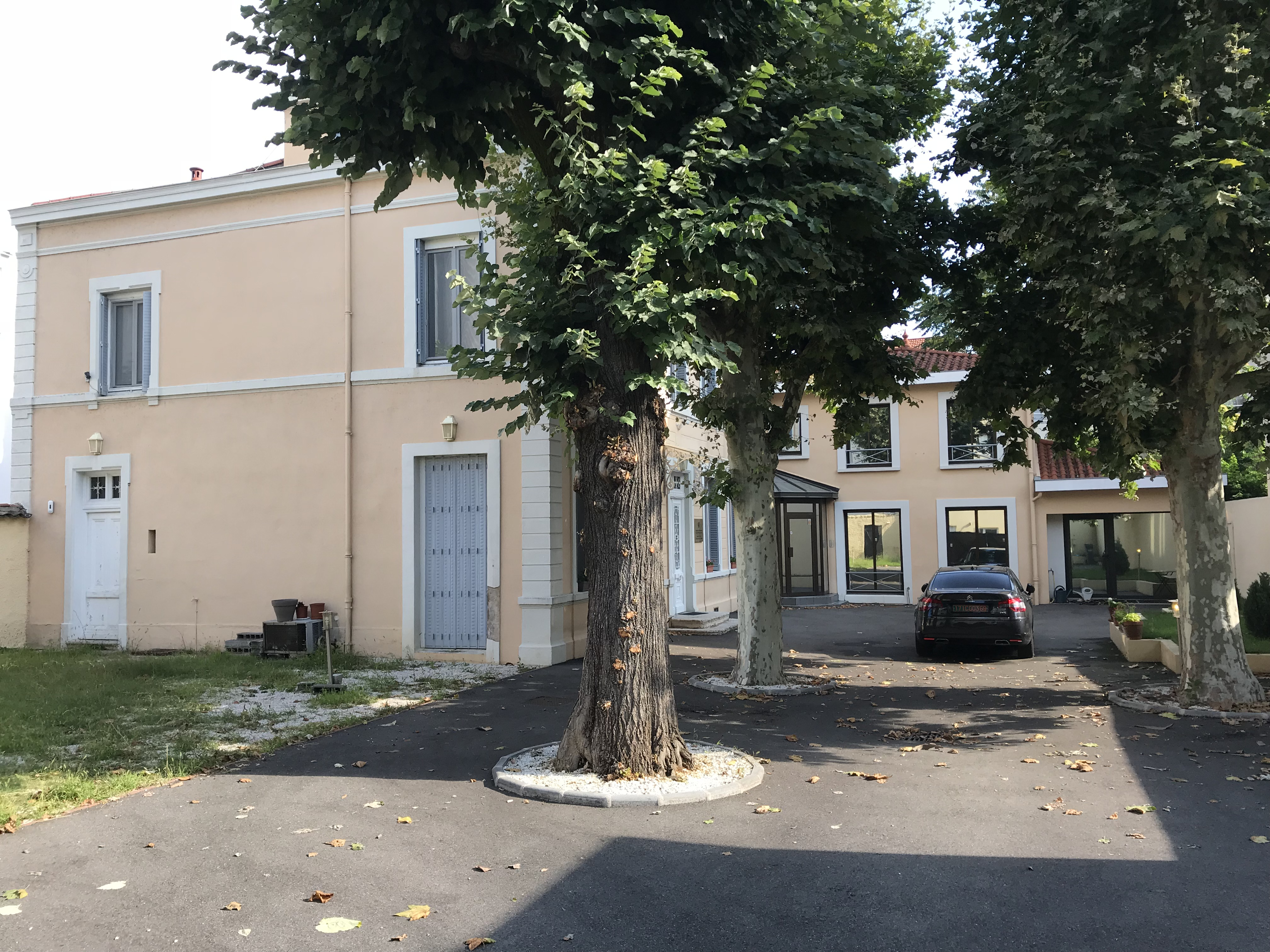
Consulat général à Lyon.
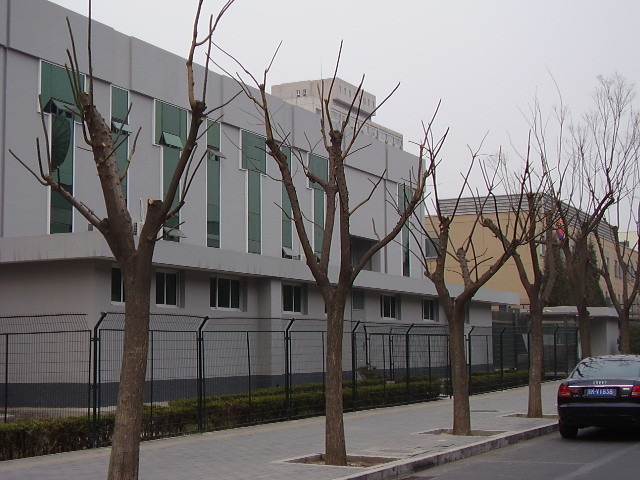
Ambassade à Pékin.
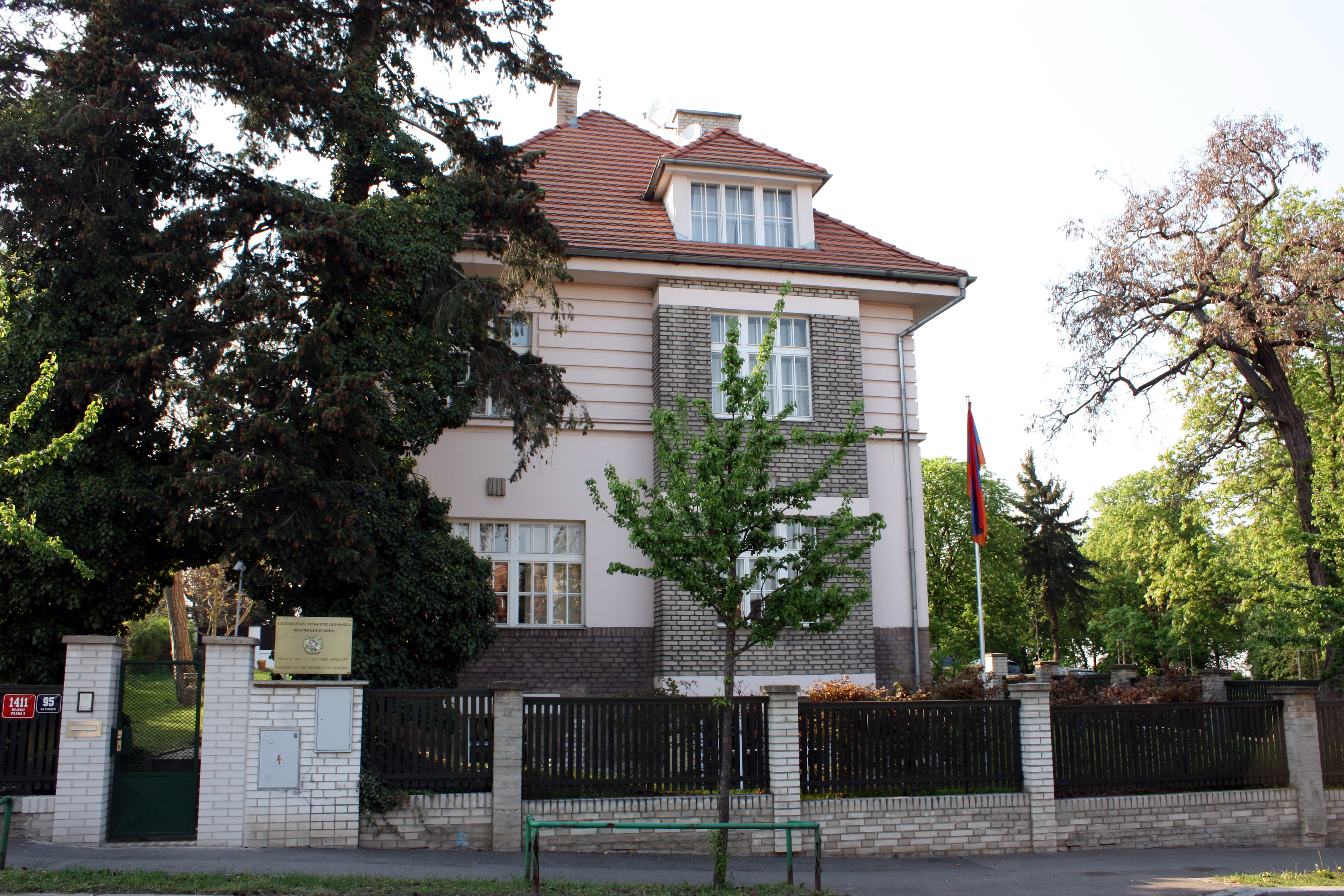
Ambassade à Prague.
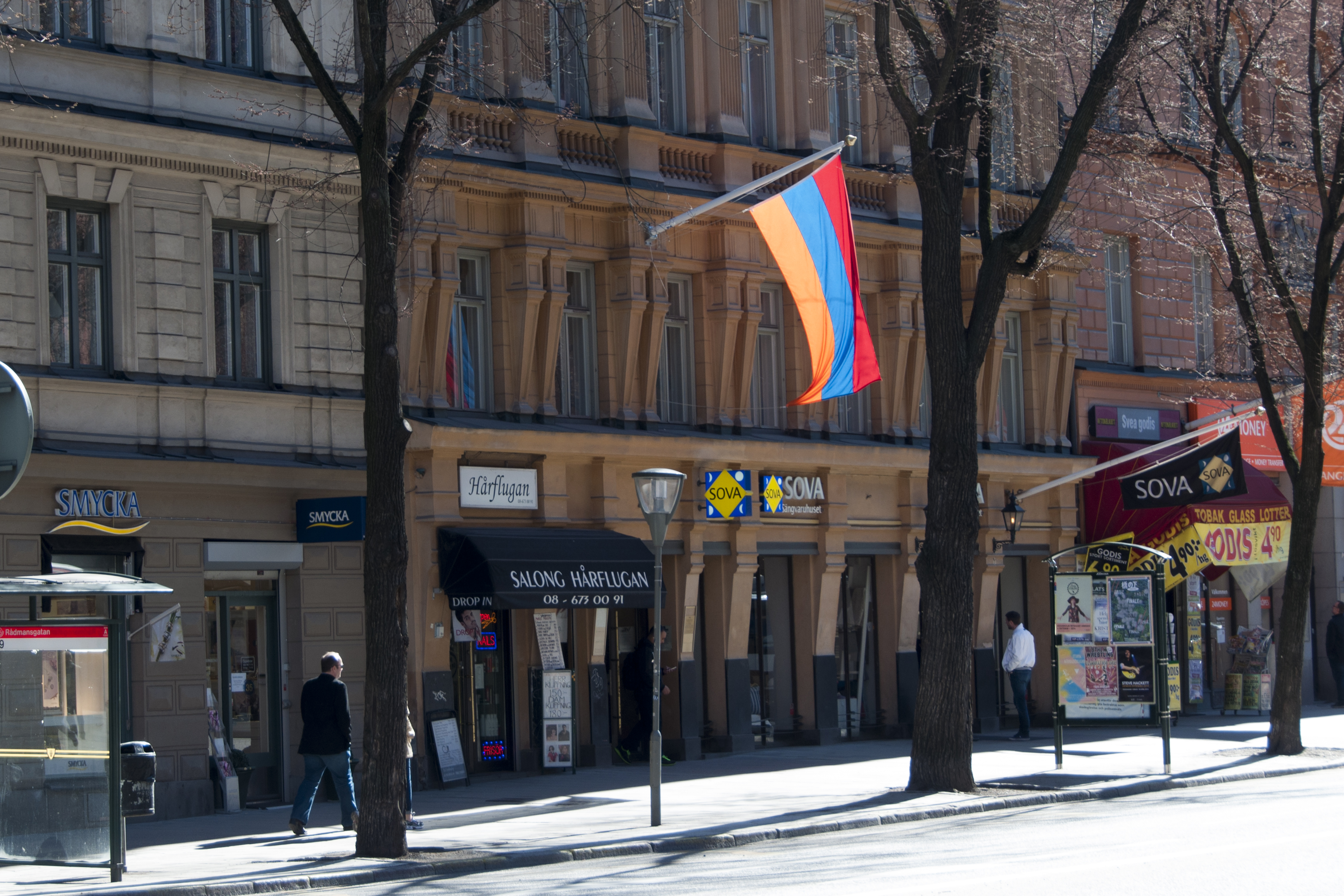
Ambassade à Stockholm.
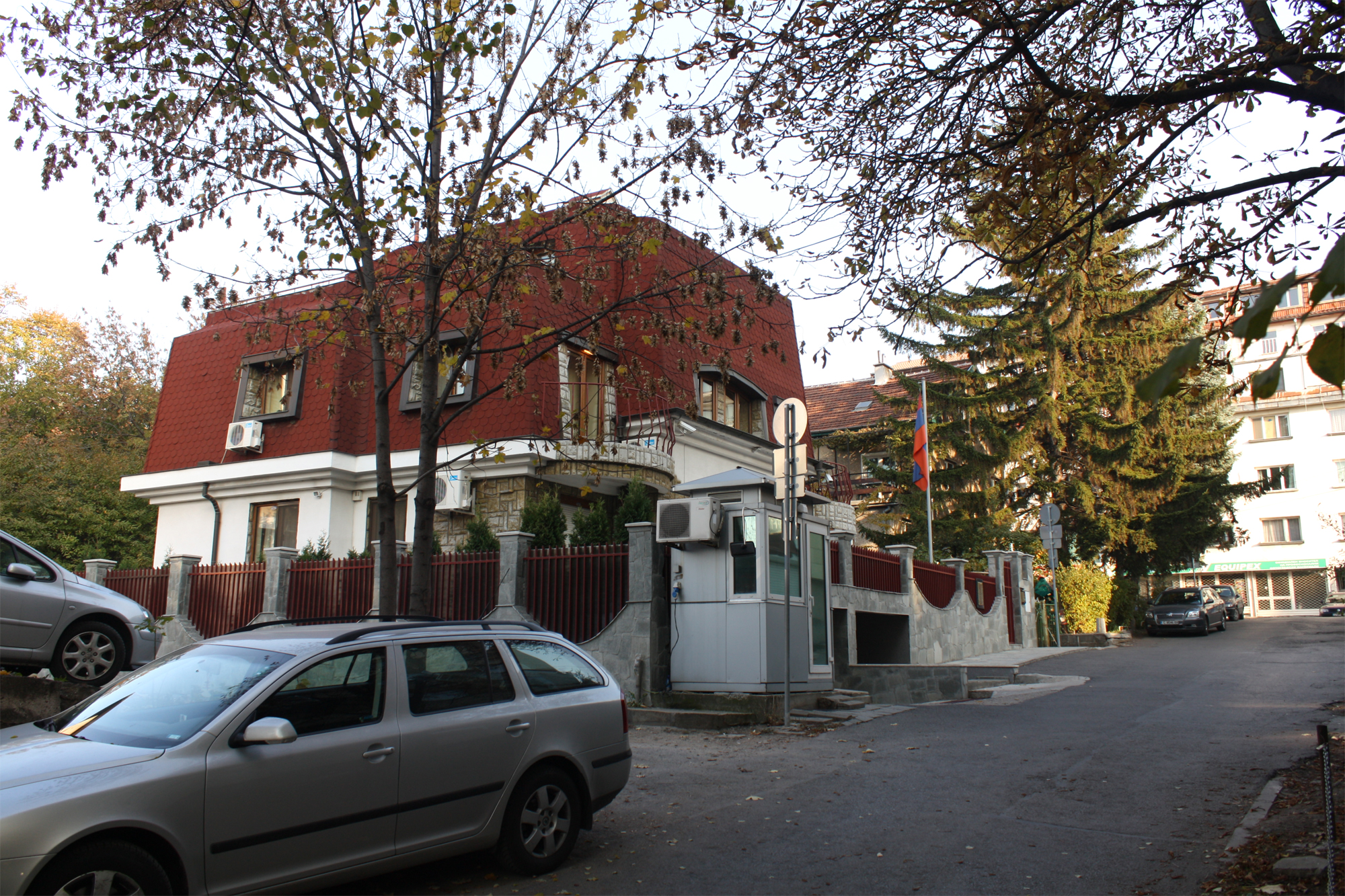
Ambassade à Sofia.
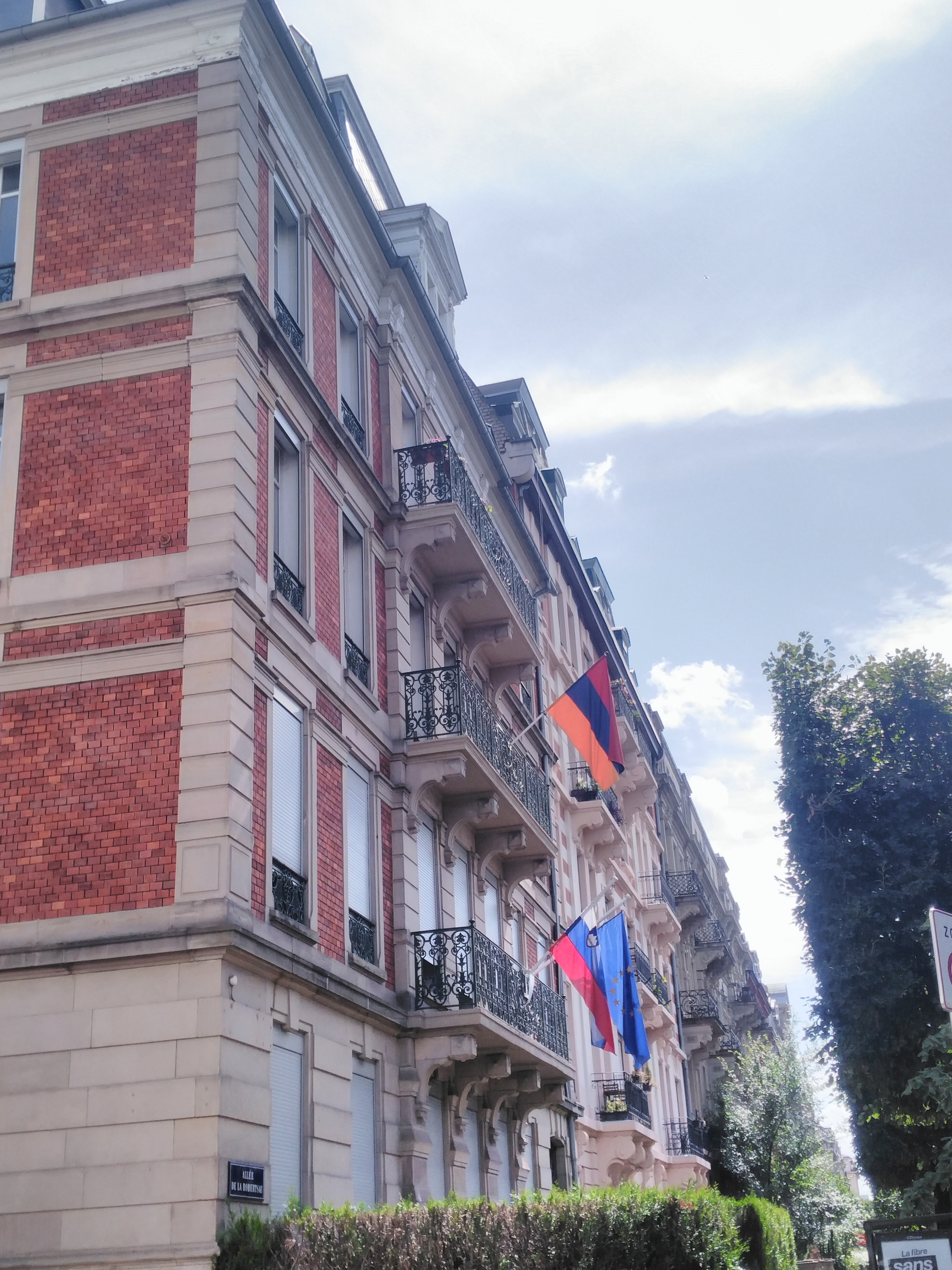
Représentation permanente auprès de l'Conseil de l'Europe à Strasbourg.
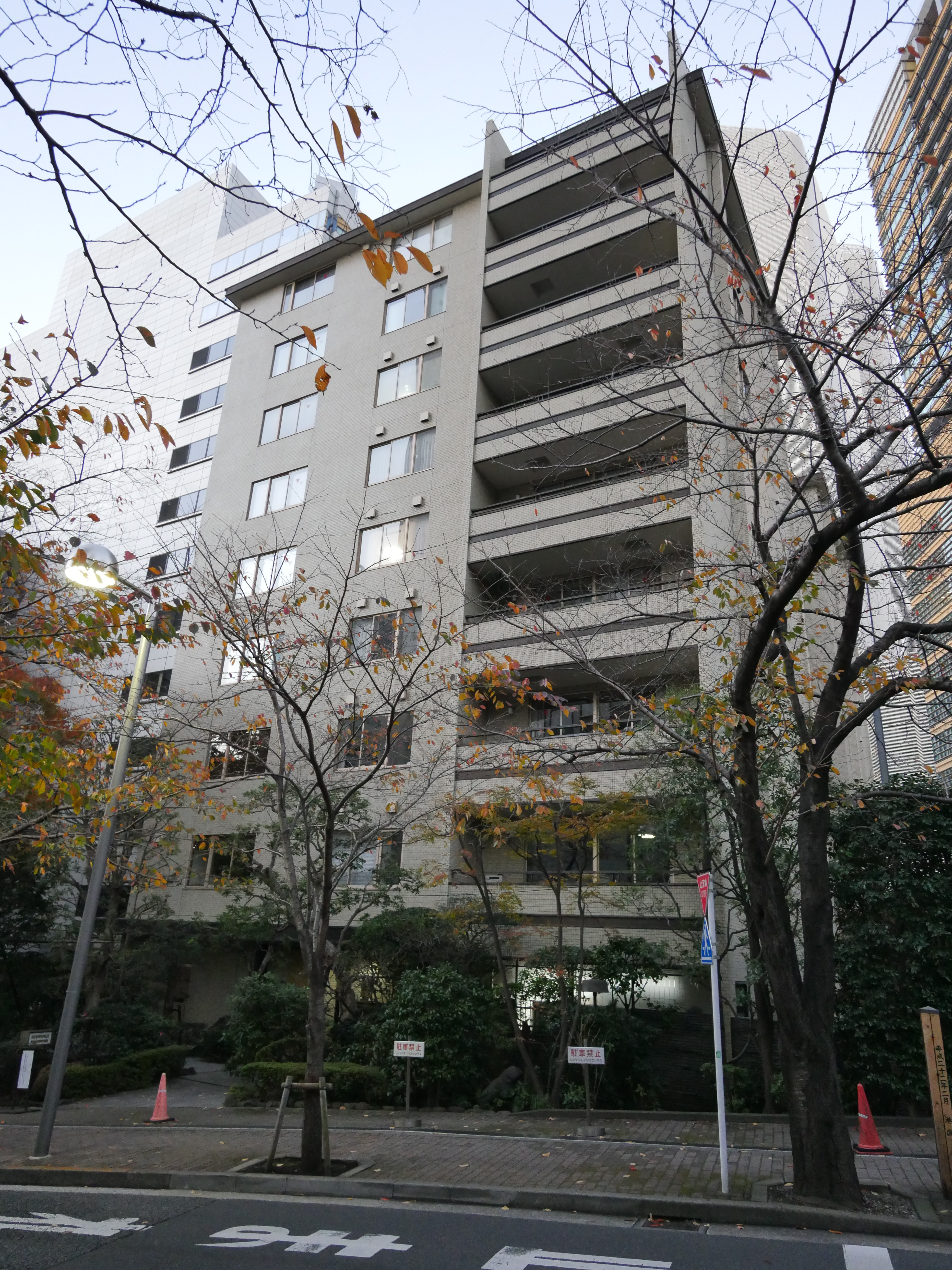
Ambassade à Tokyo.
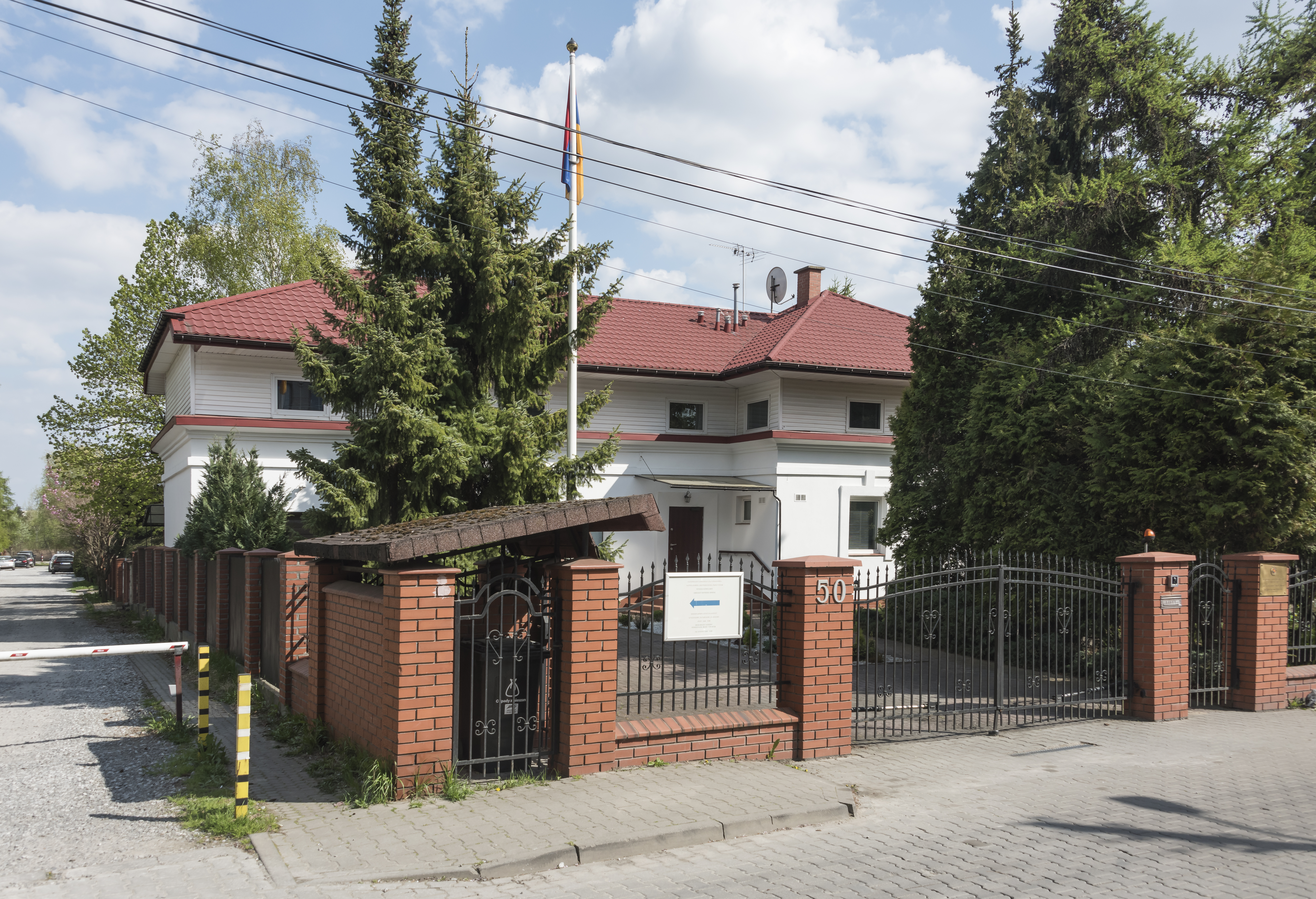
Ambassade à Varsovie.
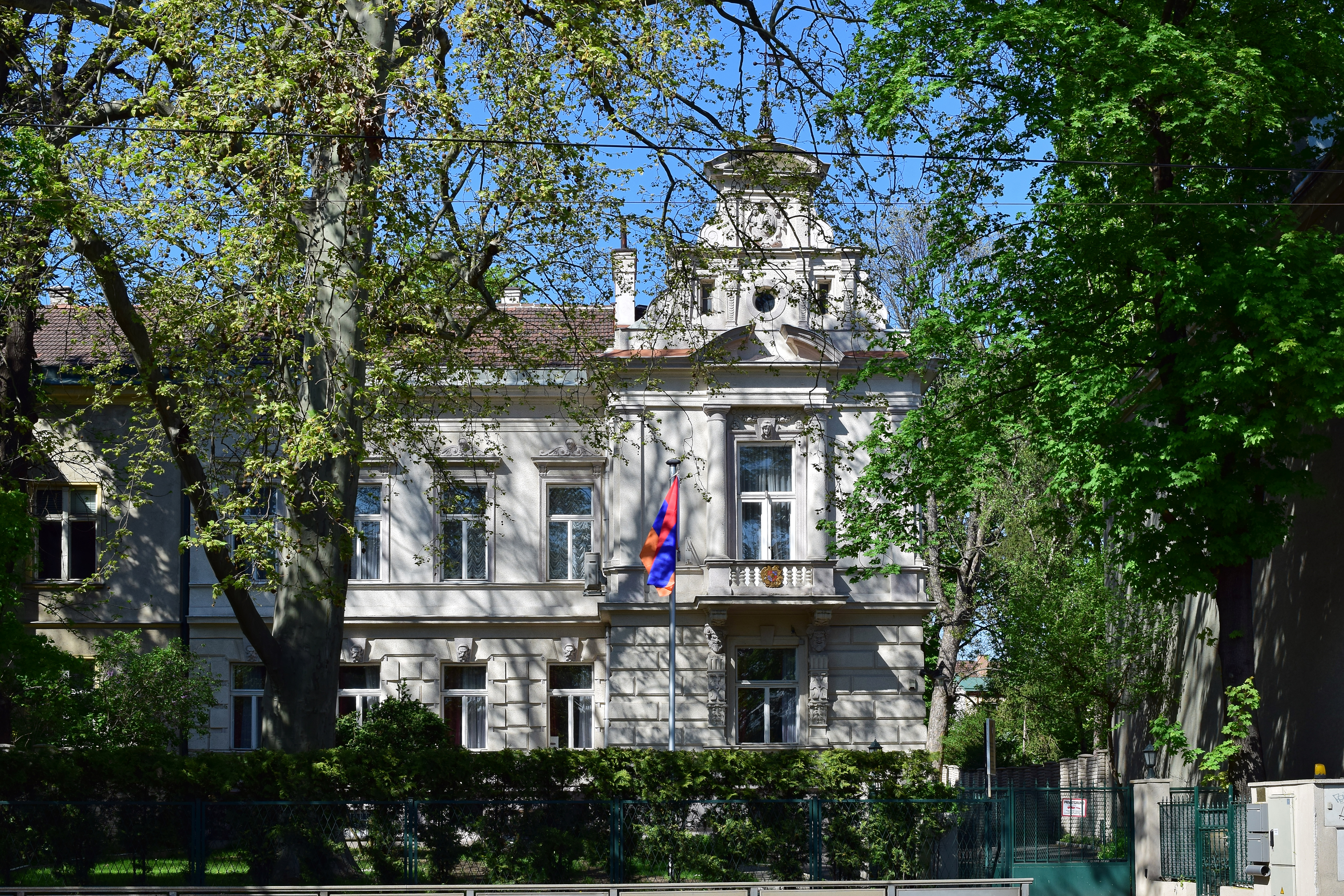
Ambassade à Vienne.
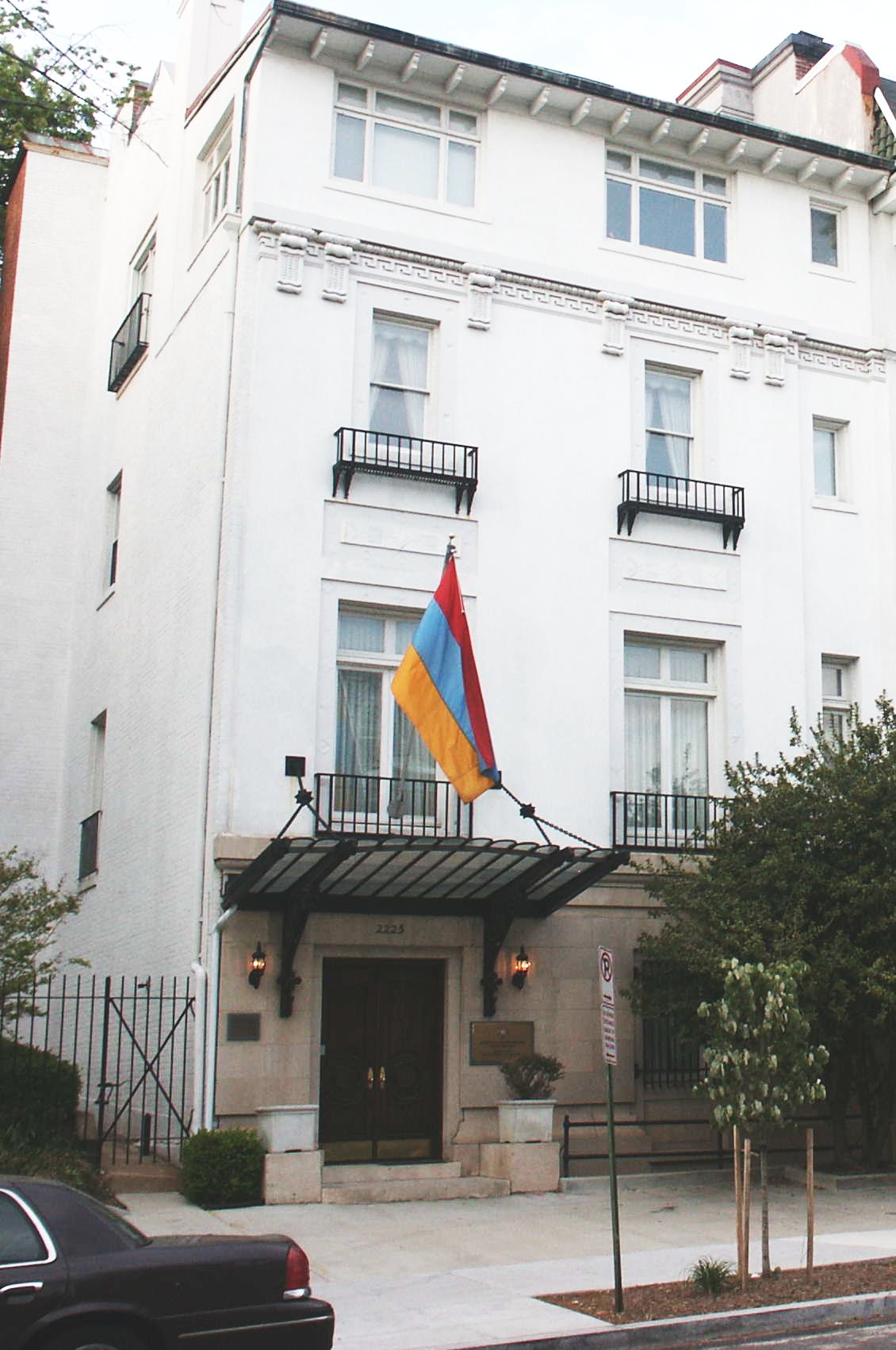
Ambassade à Washington.